# Clathria zoanthifera
Clathria zoanthifera är en svampdjursart som beskrevs av Claude Lévi 1963. Clathria zoanthifera ingår i släktet Clathria och familjen Microcionidae.
Artens utbredningsområde är havet utanför Sydafrika. Inga underarter finns listade i Catalogue of Life.